# 総領
総領（そうりょう、すぶるおさ、すべおさ・惣領）とは、律令制が完成する前の7世紀後半に諸国に置かれていた地方官のこと。ただし、『日本書紀』・『続日本紀』に記された名称は統一されておらず、惣領・総令など複数の表現がある。

## 概要
総領（惣領）が設置されていた地域として、坂東・吉備・筑紫・伊予・周防などが知られており、「坂東」「筑紫」などの広域地名や「伊予」が讃岐国の事を扱ったり、「吉備」が播磨国の事を扱った記録もあるため、後世の大宰府のように複数の令制国に相当する地域を統括していたとする見方がある。
その一方で『日本書紀』には大宰（たいさい/おおみこともち）と呼ばれる地方官が少なくても吉備と筑紫に置かれており、壬申の乱の際に大友皇子（弘文天皇）の使者が募兵を両大宰に求めて筑紫大宰の栗隈王に拒絶される場面があることから現地の軍事権を掌握する立場にあったことが知られている。
総領（惣領）と大宰との関係については諸説があり、両者が同一のものなのか、上下関係にあるのか議論がある。すなわち、両者を同一（別称であった）とする説、総領は後世の国司に相当し大宰は複数国を統括する地位で総領の上官にあたるとする説、大宰は『日本書紀』編纂当時に用いられた「後世の呼称」であり大宝律令以前の実際の官制は総領のみであったとする説、大宰は官司で総領はそこに属していた官職であるとする説、大宰と総領は別々の官職で前者は部民と軍事・外交を後者は屯倉と国造・評制を扱ったとする説など様々な説が出されて結論が出されていない。更に総領や大宰の制度が当時における倭国→日本の領域全体で実施されたものなのか、重要な地域でのみ行われたものなのかも不明なままである。もっとも、総領・大宰ともに大化前代の国造制から律令制の国郡制への過渡期である「国評制」において行政・軍事に関する大きな権限を持っていた地位であったという点では諸説一致している。
総領（惣領）や大宰が登場するのは、『日本書紀』推古天皇17年（609年）に登場する「筑紫大宰」から『続日本紀』文武天皇4年（700年）に登場する「筑紫惣領、周防惣領、吉備惣領」までの100年弱に過ぎず、史料が極めて少ない。更に孝徳天皇の時代に設置されたと推定されている坂東総領を除くと、その活躍は天武天皇から文武天皇の時期に集中しているのも特徴と言える。そして、大宝律令の施行後は国司制度に改められ、九州全域を統括する「大宰府」にその名残を残したと考えられている。

### 派生的用法
広域を支配する職から転じて、下記の意味を持つ言葉として使われる。
- 全部を支配すること。「将軍があとをば母堂の二位の尼―して」〈愚管抄・六〉
- 中世、武士の族的結合の長。惣領地頭。
- 家名を継ぐべき人。家の相続人。跡取り。
- いちばん初めに生まれた子。長男または長女。